# Bermuda Olympic Association
Die Bermuda Olympic Association ist das Nationale Olympische Komitee von Bermuda. 

## Geschichte
Die Bermuda Olympic Association wurde 1935 in Hamilton gegründet und 1936 vom Internationalen Olympischen Komitee anerkannt.